# فيصل الخراع
فيصل الخراع مواليد 5 ديسمبر 1993، هو لاعب كرة قدم سعودي يلعب حالياً كظهير أيمن يلعب في نادي الثقبة.

## الأندية
كانت بداياته مع نادي هجر و انتقل إلى الاتحاد في عام 2015 لمدة 5 مواسم و لعب معه لمدة موسم وأعير في عام 2016 إلى نادي الخليج و أعير في عام 2017 إلى نادي التعاون و لعب بعدها مع نادي الجيل ونادي الساحل ونادي الجيل ونادي النور ونادي الثقبة.

## مسيرة اللاعب بالأرقام
| البطولة                             | الفريق       | مباريات | أهداف | بطاقة صفراء | بطاقة حمراء |
| ----------------------------------- | ------------ | ------- | ----- | ----------- | ----------- |
| كأس ولي العهد السعودي 2016–17       | نادي الخليج  | 1       | 0     | 0           | 0           |
| الدورى السعودى للمحترفين 22016/2017 | نادي الخليج  | 18      | 0     | 4           | 0           |
| كأس خادم الحرمين الشريفين 2016      | نادي الاتحاد | 0       | 0     | 0           | 0           |
| كأس ولي العهد السعودى 2015/2016     | نادي الاتحاد | 1       | 0     | 0           | 0           |
| الدورى السعودى للمحترفين 2015/2016  | نادي الاتحاد | 15      | 0     | 3           | 0           |
| دوري أبطال آسيا 2016                | نادي الاتحاد | 4       | 0     | 1           | 0           |

## قضية الاتحاد
في 30 سبتمبر 2019 حصل على حكم أصدره مركز التحكيم الرياضي ضد نادي الاتحاد بمنحه مليوناً و600 ألف ريال.

## روابط خارجية
- فيصل الخراع على موقع Soccerway.com (الإنجليزية)
- فيصل الخراع على موقع كووورة